# Leaves of Grass (single)
"Leaves of Grass" is de eerste single van de Roermondse Nu-Metalband Dreadlock Pussy uitgebracht op het label Seamiew Records. Het kwam in 2001 uit met daarop 5 tracks. Het nummer "Leaves of Grass" is niet op een ander album uitgebracht. Het album is geproduceerd en opgenomen door Stephen van Haestregt in de RS29 studio's te Waalwijk. De titel van de single is afgeleid van de bekende gelijknamige dichtbundel van Walt Whitman.

## Tracklist
1. "Leaves of Grass"
2. "Pipe Down" (live)
3. "Intermezzo" (live)
4. "Cut it (out)" (live)
5. "An Evening with Knives" (live)

## Trivia
- De live-opnames zijn gemaakt door 3VOOR12 tijdens Club Lek te Amsterdam
- De videoclip is in zijn geheel opgenomen in een studentenhuis in Amsterdam.
- De acteur in de videoclip is Wouter de Jong